# Cincinnati Open 1998 - Qualificazioni singolare
Le qualificazioni del singolare  del Cincinnati Open 1998 sono state un torneo di tennis preliminare per accedere alla fase finale della manifestazione. I vincitori dell'ultimo turno sono entrati di diritto nel tabellone principale. In caso di ritiro di uno o più giocatori aventi diritto a questi sono subentrati i lucky loser, ossia i giocatori che hanno perso nell'ultimo turno ma che avevano una classifica più alta rispetto agli altri partecipanti che avevano comunque perso nel turno finale.
Le qualificazioni del torneo Cincinnati Open 1998 prevedevano 28 partecipanti di cui 7 sono entrati nel tabellone principale.

## Teste di serie
1. Jérôme Golmard (Qualificato)
2. Andrij Medvedjev (Qualificato)
3. Sargis Sargsian (primo turno)
4. Sébastien Grosjean (Qualificato)
5. Arnaud Clément (Qualificato)
6. Marcos Ondruska (Qualificato)
7. Laurence Tieleman (primo turno)

1. Michael Tebbutt (ultimo turno)
2. Tuomas Ketola (ultimo turno)
3. David Nainkin (primo turno)
4. Lars Burgsmüller (ultimo turno)
5. Wolfgang Schranz (Qualificato)
6. Vladimir Volčkov (ultimo turno)
7. Mark Draper (primo turno)

## Qualificati
1. Jérôme Golmard
2. Andrij Medvedjev
3. Wolfgang Schranz
4. Sébastien Grosjean

1. Arnaud Clément
2. Marcos Ondruska
3. Olivier Delaître

## Tabellone

### Legenda
| - Q = Qualificato - WC = Wild card - LL = Lucky loser | - ALT = Alternate - SE = Special Exempt - PR = Protected Ranking | - w/o = Walkover - r = Ritirato - d = Squalificato |

### Sezione 1
|  | Primo turno | Primo turno    | Primo turno    | Primo turno | Primo turno |  |  | Ultimo turno | Ultimo turno   | Ultimo turno   | Ultimo turno | Ultimo turno |  |
|  |             |                |                |             |             |  |  |              |                |                |              |              |  |
|  | 1           | Jérôme Golmard | Jérôme Golmard | 6           | 6           |  |  |              |                |                |              |              |  |
|  |             | Wade McGuire   | Wade McGuire   | 3           | 0           |  |  | 1            | Jérôme Golmard | Jérôme Golmard | 6            | 7            |  |
|  |             | Sandon Stolle  | Sandon Stolle  | 6           | 6           |  |  |              | Sandon Stolle  | Sandon Stolle  | 4            | 5            |  |
|  | 14          | Mark Draper    | Mark Draper    | 3           | 3           |  |  |              |                |                |              |              |  |

### Sezione 2
|  | Primo turno | Primo turno          | Primo turno          | Primo turno | Primo turno |  |  | Ultimo turno | Ultimo turno     | Ultimo turno     | Ultimo turno | Ultimo turno |  |
|  |             |                      |                      |             |             |  |  |              |                  |                  |              |              |  |
|  | 2           | Andrij Medvedjev     | Andrij Medvedjev     | 6           | 6           |  |  |              |                  |                  |              |              |  |
|  |             | Cecil Mamiit         | Cecil Mamiit         | 1           | 3           |  |  | 2            | Andrij Medvedjev | Andrij Medvedjev | 6            | 6            |  |
|  | 13          | Vladimir Volčkov     | Vladimir Volčkov     | 7           | 6           |  |  | 13           | Vladimir Volčkov | Vladimir Volčkov | 3            | 4            |  |
|  |             | Oscar Burrieza-Lopez | Oscar Burrieza-Lopez | 6           | 3           |  |  |              |                  |                  |              |              |  |

### Sezione 3
|  | Primo turno | Primo turno      | Primo turno      | Primo turno | Primo turno |  |  | Ultimo turno | Ultimo turno     | Ultimo turno | Ultimo turno | Ultimo turno |  |
|  |             |                  |                  |             |             |  |  |              |                  |              |              |              |  |
|  |             | Bob Bryan        | 7                | 4           | 6           |  |  |              |                  |              |              |              |  |
|  | 3           | Sargis Sargsian  | 5                | 6           | 3           |  |  |              | Bob Bryan        | 6            | 4            | 3            |  |
|  | 12          | Wolfgang Schranz | Wolfgang Schranz | 6           | 6           |  |  | 12           | Wolfgang Schranz | 3            | 6            | 6            |  |
|  |             | David Wheaton    | David Wheaton    | 1           | 4           |  |  |              |                  |              |              |              |  |

### Sezione 4
|  | Primo turno | Primo turno        | Primo turno        | Primo turno | Primo turno |  |  | Ultimo turno | Ultimo turno       | Ultimo turno | Ultimo turno | Ultimo turno |  |
|  |             |                    |                    |             |             |  |  |              |                    |              |              |              |  |
|  | 4           | Sébastien Grosjean | Sébastien Grosjean | 6           | 6           |  |  |              |                    |              |              |              |  |
|  |             | Marq Foster        | Marq Foster        | 2           | 2           |  |  | 4            | Sébastien Grosjean | 1            | 6            | 6            |  |
|  |             | David Nainkin      | 3                  | 7           | 6           |  |  |              | David Nainkin      | 6            | 3            | 0            |  |
|  | 10          | Michael Sell       | 6                  | 6           | 2           |  |  |              |                    |              |              |              |  |

### Sezione 5
|  | Primo turno | Primo turno      | Primo turno      | Primo turno | Primo turno |  |  | Ultimo turno | Ultimo turno     | Ultimo turno     | Ultimo turno | Ultimo turno |  |
|  |             |                  |                  |             |             |  |  |              |                  |                  |              |              |  |
|  | 5           | Arnaud Clément   | Arnaud Clément   | 6           | 6           |  |  |              |                  |                  |              |              |  |
|  |             | Jim Thomas       | Jim Thomas       | 4           | 4           |  |  | 5            | Arnaud Clément   | Arnaud Clément   | 6            | 6            |  |
|  | 11          | Lars Burgsmüller | Lars Burgsmüller | 7           | 6           |  |  | 11           | Lars Burgsmüller | Lars Burgsmüller | 4            | 1            |  |
|  |             | Kevin Ullyett    | Kevin Ullyett    | 6           | 1           |  |  |              |                  |                  |              |              |  |

### Sezione 6
|  | Primo turno | Primo turno     | Primo turno     | Primo turno     | Primo turno |  |  | Ultimo turno | Ultimo turno    | Ultimo turno    | Ultimo turno | Ultimo turno |  |
|  |             |                 |                 |                 |             |  |  |              |                 |                 |              |              |  |
|  | 6           | Marcos Ondruska | Marcos Ondruska | Marcos Ondruska | 4           |  |  |              |                 |                 |              |              |  |
|  |             | Craig Boynton   | Craig Boynton   | Craig Boynton   | 2r          |  |  | 6            | Marcos Ondruska | Marcos Ondruska | 6            | 6            |  |
|  | 9           | Tuomas Ketola   | Tuomas Ketola   | 6               | 6           |  |  | 9            | Tuomas Ketola   | Tuomas Ketola   | 4            | 1            |  |
|  |             | Xavier Malisse  | Xavier Malisse  | 4               | 1           |  |  |              |                 |                 |              |              |  |

### Sezione 7
|  | Primo turno | Primo turno       | Primo turno     | Primo turno | Primo turno |  |  | Ultimo turno | Ultimo turno     | Ultimo turno     | Ultimo turno | Ultimo turno |  |
|  |             |                   |                 |             |             |  |  |              |                  |                  |              |              |  |
|  |             | Olivier Delaître  | 4               | 7           | 7           |  |  |              |                  |                  |              |              |  |
|  | 7           | Laurence Tieleman | 6               | 6           | 6           |  |  |              | Olivier Delaître | Olivier Delaître | 6            | 7            |  |
|  | 8           | Michael Tebbutt   | Michael Tebbutt | 7           | 6           |  |  | 8            | Michael Tebbutt  | Michael Tebbutt  | 2            | 6            |  |
|  |             | Toby Mitchell     | Toby Mitchell   | 6           | 4           |  |  |              |                  |                  |              |              |  |